# Balasan
Balasan (Bayan ng Balasan) är en kommun i Filippinerna. Kommunen ligger på ön Panay, och tillhör provinsen Iloilo. Folkmängden uppgår till 25 474 invånare.

## Källor

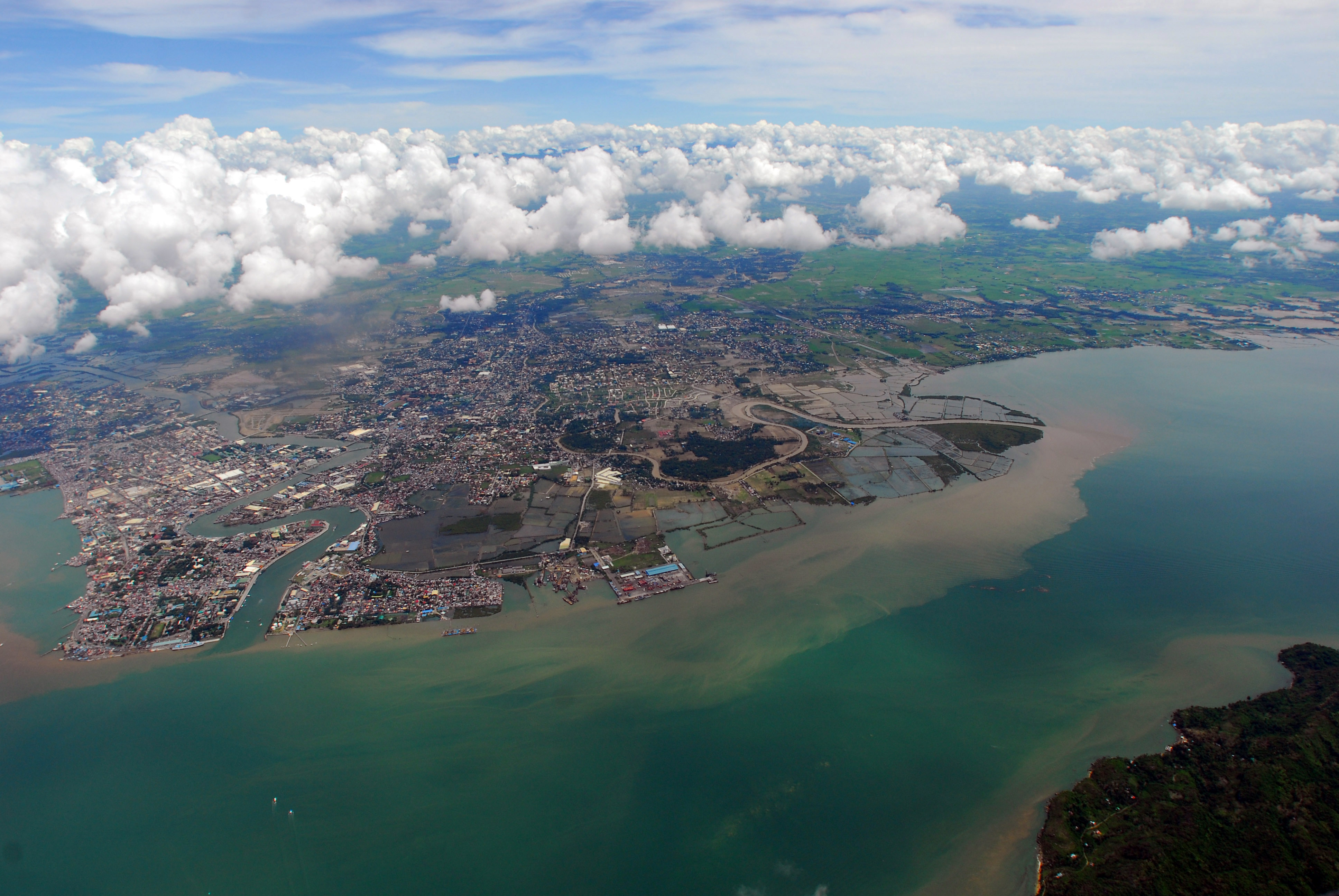

## Barangayer
Balasan är indelat i 23 barangayer.
| - Aranjuez - Bacolod - Balanti-an - Batuan - Cabalic - Camambugan - Dolores - Gimamanay - Ipil - Kinalkalan - Lawis - Malapoc | - Mamhut Norte - Mamhut Sur - Maya - Pani-an - Poblacion Norte - Poblacion Sur - Quiasan - Salong - Salvacion - Tingui-an - Zaragosa |